# ルードルフ・ホルステ
ルドルフ・ホルステ（Rudolf Holste, 1897年4月9日 – 1970年12月4日）は、ドイツの陸軍軍人。ドイツ国防軍陸軍中将。

## 経歴

### 若年期
ヘッセン＝ナッサウ州（現ニーダーザクセン州）ヘッシッシュ・オルデンドルフで生まれた。
1914年8月15日ドイツ軍に入隊、1915年8月18日に第62予備砲兵連隊で中尉に昇進した。その後、1939年3月1日に中佐、1942年2月1日に大佐、1944年10月1日に少将、1945年4月20日に中将にそれぞれ昇進した。

### 第二次世界大戦
1943年1月1日から5月15日まで東部戦線中央軍集団所属第14装甲擲弾兵師団の師団長、1945年2月28日から3月29日までは第4騎兵師団の師団長を務め、ハンガリーで戦い、師団がオーストリアに押し戻された時、師団長を解かれた。1945年4月15日から5月8日までベルリン北部守備を担う第41装甲軍団司令官に任命された。

### ベルリン救援
1945年4月22日、アドルフ・ヒトラーはベルリン北部を防衛していた第3SS装甲軍団フェリックス・シュタイナーがベルリンに救援に来ないことを知り激怒していた。そこでヴィルヘルム・カイテルとアルフレート・ヨードルはベルリンを包囲しているソビエト赤軍にドイツの残存兵力をぶつけるというプランを提案したが、これはヒトラーの激怒を抑えるためのものであった。もしこの作戦が成功したならば、ドイツ軍の攻撃はベルリンを救い出し、ソビエト赤軍の足を止めることになるものであった。わずかな可能性の中で、ヒトラーはこの無茶な作戦を実行するよう命令した。ホルステはこの到底実現不可能な考えられない防衛作戦の一端を担うことになった。
ヒトラーの計画ではエルベ川でアメリカ軍と対峙している第12軍（司令官ヴァルター・ヴェンク）が正反対方向へ転進、ベルリンを救援することになっていた。第12軍は本来、ベルリン西方で西側連合軍を防ぐために新設されていたが、ソビエト赤軍の進撃のため、東部戦線と西部戦線は接触間近となっており、第12軍は今や、東西両方から包囲される寸前であった。計画では第12軍は東へ進撃し、ベルリン南方で第9軍（司令官テオドーア・ブッセ）と合流し、第12軍はポツダム方面から、第9軍はベルリン南方向からそれぞれ包囲を突破することになっていた。
第12軍の目標はポツダム近郊のフェルヒを走るアウトバーンで、ホルステもその計画の一翼を担うことになっており、彼が率いる第41装甲軍団でベルリン北西を攻撃することになっていた。ホルステは国防軍最高司令部総長カイテルと旧知の仲であり、ナチス・ドイツ最終期でも信頼されている将校の一人であった。
第41装甲軍団は展開しているエルベ川全域で押し戻されていたが、シュパンダウとオラーニエンブルクで反撃を開始することになっていた。ホルステにできるだけの打撃力を与えるためにシュタイナーの部隊から第25装甲擲弾兵師団と第7装甲師団を第XLI装甲軍団へ移動させることになっていた。
第12軍の突然の転進で思わぬ攻撃を受けたベルリン包囲中のソビエト赤軍は混乱した。第12軍は士気も高く、ベルリンへ若干の進撃に成功しが、ポツダムでソビエト赤軍の強い抵抗に会い、そこで進撃は停止した。しかし、ホルステとブッセはベルリンへの進撃を行っていなかった。4月27日遅く、ソビエト赤軍はベルリン包囲を完了、ベルリンは孤立無援となった。
4月29日夕方遅く、ハンス・クレープスはアルフレート・ヨードル国防軍作戦部長に「即座に報告せよ。第一に、ヴェンク軍の所在位置。第二に攻撃開始時間。第三に第9軍の所在位置。第四に、第9軍が突破する正確な場所。第五にルードルフ・ホルステ軍の所在位置。」と無線連絡した。4月30日の早朝には、ヨードルはクレープスに答えた。「第一に、ヴェンク軍は、シュヴィーロー湖の南で進撃停止。第二に、ベルリンへの進撃を続行できない。第三に、第9軍はほとんどが包囲されている。第四に、ホルステ軍は守備で手一杯である。よって、当方からのベルリン救援はあらゆる場所において継続不可である。」
2日後の5月2日、ベルリン防衛軍司令官ヘルムート・ヴァイトリングが無条件降伏したため、ベルリンでの戦いは終了した。このベルリン救援作戦は実質、行われなかったに等しく、たとえ実行したとしても将兵や武器が足りず、またその目的も限定的であり、最終的には何も得ることはなかった。
ヴェンクはハルベの戦いにおいて西方へ退却した第9軍と合流し、西側へ将兵、避難民を逃がすことに尽力した。ホルステは5月8日、捕虜となり、1947年釈放された。